# Caloptilia parasticta
Caloptilia parasticta är en fjärilsart som först beskrevs av Edward Meyrick 1908.  Caloptilia parasticta ingår i släktet Caloptilia och familjen styltmalar. Inga underarter finns listade i Catalogue of Life.